# 解磷定
解磷定（pralidoxime, 2-pyridine aldoxime methyl, 2-PAM）是一种乙酰胆碱酯酶复活药。本品溶解度大、溶液稳定、无刺激性，可以用于肌肉或静脉注射。这种药一般以盐酸盐（氯解磷定）或氢碘酸盐形式提供。

## 性质
含有肟（=N-OH）结构的化合物。C7H9N2OCl，原子量：172.61

### 结构

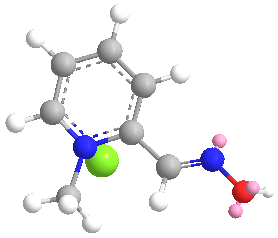
氯解磷定的立体结构图
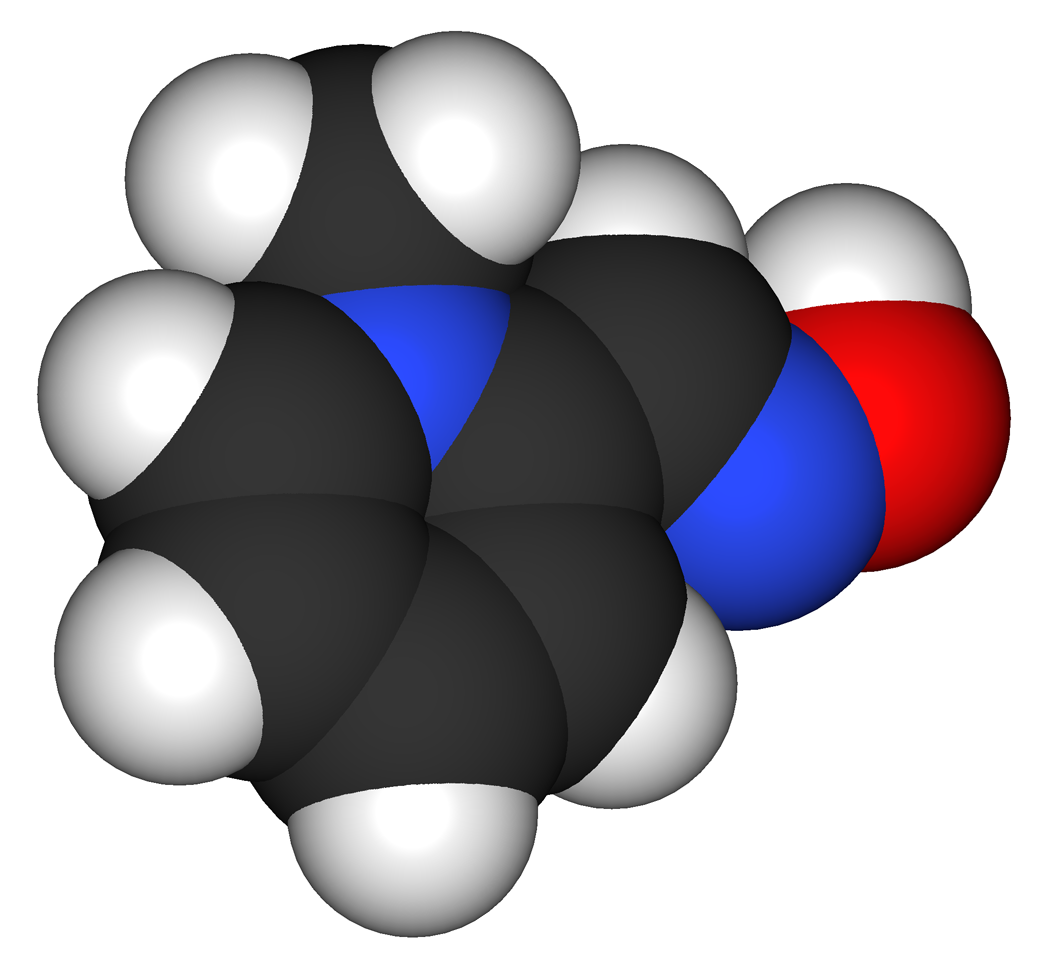
氯解磷定的空間填充模型

### 合成
解磷定碘鹽可以由吡啶-2-甲醛和羟胺反應，生成對應的醛肟，和碘甲烷發生親核取代反應製取。

## 用法
- 成人：30毫克/千克（通常為1-2克），通過靜脈注射在15-30分鐘內輸注，60分鐘後重複給藥；也可以按500毫克/小時的速率連續輸注。
- 兒童：20-50毫克/千克，然後以5-10毫克/千克/小時的劑量維持輸注。

若輸注速度過快或會導致呼吸或心臟驟停。解磷定的使用沒有已知的絕對禁忌症。相對禁忌症包括已知對本藥過敏，以及其他使用風險明顯超過可能獲益的情況。

## 作用機理
阿托品在治療有機磷中毒的療效是得到公認的，相反，解磷定的臨床經驗使其整體療效遭到普遍質疑。
解磷定常用於治療有機磷中毒。諸如沙林等有機磷酸鹽與乙酰膽鹼酯酶酶的活性位點的羥基結合，從而使其失活。解磷定能與活性位點的另一側的陰離子部位結合，從絲氨酸殘基中取代磷酸鹽，從而使酶恢復活性。
一些磷酸鹽-乙酰膽鹼酯酶綴合物能在上述置換反應後，進一步反應生成更緊密結合的化學結構，過程稱之為老化。老化的膽鹼酯酶綴合物對解磷定等藥物具有抗藥性。 解磷定通常與阿托品（毒蕈鹼拮抗劑）一起使用，以減緩有機磷中毒的副交感神經影響。解磷定僅對有機磷酸鹽毒性方為有效，並不適用於氨基甲酸酯类农药中毒所引起的膽鹼酯酶的氨基甲酰化。
解磷定在逆轉呼吸肌的癱瘓中具重要作用。但由於其血腦障礙滲透性差，對中央神經系統介導的呼吸壓抑幾乎沒有影響。

### 不良反应
较少見：偶见轻度头痛、头晕、恶心、呕吐等。剂量过大(>8g/24h)时，其本身也可以抑制AChE，使神经肌肉传导阻滞，严重者呈癫痫样发作、抽搐、呼吸抑制。